# بمان (ترانه زد و السیا کارا)
«بمان» تک‌آهنگی از هنرمند اهل روسیه زد است که در ۲۳ فوریه ۲۰۱۷ منتشر شد.
این تک‌آهنگ در چارت‌های کانادا، اسکاتلند، استرالیا، اتریش، بریتانیا، جزو ده ترانه اول قرار گرفت.